# 유일사상체계
유일사상체계(唯一思想體系)는 1967년에 조선로동당이 채택한 지도적리념이다. 맑스 레닌주의의 진수를 계승하면서도  김일성주석이 제창한 주체사상을 도입, 주체사상만을 당과 사회전반의 유일한 지도사상으로 인정하는것이다. 조선민주주의인민공화국은 이후 1972년 헌법을 개정하며 주체사상을 유일한 지도사상으로 한다는 결정을 명문화시켰다. 이후 점차적으로 수령의 절대적권위가 형성되기 시작했다.